# Рудницький Євген Миколайович
Євге́н Микола́йович Рудни́цький  (2 лютого 1883, м. Межиріччя, тепер Більський повіт, Польща — після 1937) — український мовознавець, етнограф. Співробітник Інституту мовознавства АН УРСР.

## Життєпис
1906—1910 у Петербурзькому університеті. Викладав російську і українську мови у містах Білостоці (1910–1915), Сімферополі (1915–1921), в Уманському агротехнікумі (1922–1926).
Народився 2 лютого 1883 року в м. Межиріччі Більського повіту (тепер у складі Польщі). Середню освіту здобув у Холмі. У 1906—1910 роках здобував вищу освіту в Петербурзькому університеті на історико-філологічному факультеті, вивчав словесність та історію мови під керівництвом академіка О. О. Шахматова за фахом історія української та російської мови, діалектологія. Зі студентських років захопився етнографічними дослідженнями. У 1908 році молодий вчений зробив доповідь в Українському науковому товаристві Петербурга «Весільний ритуал на Холмщині». У 1909 році для української Громади прочитав доповідь «Говірки і Підляшшя».
З 1910 по 1915 рік Є. М. Рудницький працював вчителем у Білостоцькій середній школі (тепер Польща). Перша світова війна внесла значні корективи у життя населення Білгородського, Томашівського, Замостського, Холмського, Грубешівського, Володавського, Костянтинівського й Більського повітів. Їх примусово виселили з території, яку мав зайняти ворог — німецька армія. Доля біженця теж спіткала Є. М. Рудницького.
У 1915 році він опинився в Криму в Сімферополі, де вчителював у комерційній школі і жіночій гімназії, брав активну участь у просвітницькій справі в Сімферопольському народному університеті (1917), виступав з лекціями, підтримував українську громаду і з 1918 по 1921 рік був головою Сімферопольської Української Громади. Восени 1918 року став викладачем української і російської літератури у Таврійській сільськогосподарській школі, а з 1922 по 1927 рік викладав ці ж предмети в Уманському агротехнікумі.
Про уманський період діяльності Є. М. Рудницького слід говорити більш детально, адже він активно включився в студентське та громадське життя колективу навчального закладу. У 1923 році він організував групу студентів у кількості 30 осіб і створив екскурсійне бюро з обслуговування відвідувачів парку «Софіївка» (на той час Сад імені III Інтернаціоналу), був членом редколегії з випуску збірника праць Уманського агротехнікуму, підготував ґрунтовну статтю досліджень уманської говірки, вивчення якої розпочав з приміського села Війтівки (тепер Родниківка), потім відвідав сусідні села та закутки. Праця була вміщена у краєзнавчому збірнику «Уманщина» (1927). За період перебування в Умані Євген Миколайович написав ряд праць з методики викладання мови («Зложене речення в уманських діалектах»).
«Інтереси вченого, — пише у біографічному нарисі професор Київського національного університету імені Тараса Шевченка В. К. Борисенко, — були в різних галузях гуманітарних наук. Він цікавився історією, краєзнавством. З листа до Михайла Грушевського, написаного 23 березня 1925 року з Умані, довідуємося, що він віднайшов в Криму цікаві документи, що стосувалися середини XIX сторіччя і мали інформацію про наміри патріотично настроєних українців вести боротьбу з Росією. Йшлося про таємний патріотичний комітет Бессарабії і України 1853 р.».
З 1927 року Є. М. Рудницький проживає в Києві, працює науковим співробітником Інституту мовознавства й друкує статті у виданнях Академії наук. Разом з Ст. Василевським він був укладачем люто русифікаторського «Російсько-українського словника» (Київ, 1937).
На превеликий жаль, подальша доля Євгена Миколайовича Рудницького невідома. Імовірно, що молох репресій 1930-х років знищив талановитого вченого і просто людину, завдавши великої шкоди науці та людяності.
Завдяки пошукам професора Валентини Кирилівни Борисенко (КНУ імені Тараса Шевченка), до сучасників повернулось із небуття ім'я людини, яка славно прислужилась нашому краю, а мовно-етнографічні дослідження, як ми бачимо сьогодні, є унікальними. У фондах музею історії Уманського національного університету садівництва зберігаються спогади випускника 1920-х років Б. С. Сорокіна, який згадує про Євгена Миколайовича як керівника екскурсійного колективу, та випускне фото 1923 року, де можна побачити портрет вченого.

## Праці
- «Російсько-український словник». Близько 45 тис. слів. Київ: Видавництво Академії наук УРСР. 1937. 890 стор. (співукладач разом з Степаном Василевським; редактори Степан Василевський та Павло Мустяца).

Автор праць:
- «Діялекти Уманьщини» (1927)
- «Зложене речення в гуманських діялектах» (1929; уперше подано характеристику складного речення в українських діалектах, відношення паратаксису і гіпотаксису),
- «Українське словоскладення» (1930, у «Збірнику секції граматики української мови»).

Зробив етнографічно-фольклорний опис «Українське весілля на Підляшші» (опубліковано у збірнику «Етнічна історія народів Європи», 2003, в. 15.; підготувала до друку В. Борисенко).

## Бібліосвітлиця
- Бібліосвітлиця

|  | Це незавершена стаття про українського мовознавця чи мовознавицю. Ви можете допомогти проєкту, виправивши або дописавши її. |